# Resultados do Carnaval do Rio de Janeiro em 1989
Nesta página estão listados os resultados dos concursos de escolas de samba, blocos de empolgação, blocos de enredo, coretos, frevos carnavalescos e ranchos carnavalescos do carnaval do Rio de Janeiro do ano de 1989. Os desfiles foram realizados entre os dias 4 e 11 de fevereiro de 1989.
A Imperatriz Leopoldinense conquistou seu terceiro título na elite do carnaval, se recuperando da última colocação obtida no ano anterior. A escola realizou um desfile sobre o centenário da Proclamação da República, comemorado no mesmo ano. O enredo "Liberdade, Liberdade, Abre as Asas sobre Nós" foi desenvolvido pelo carnavalesco Max Lopes, que conquistou seu segundo título no carnaval do Rio. O samba-enredo da escola, composto por Niltinho Tristeza, Preto Jóia, Vicentinho e Jurandir, é comumente listado entre os melhores da história do carnaval. Beija-Flor empatou em pontos totais com a Imperatriz, mas ficou com o vice-campeonato pelos critérios de desempate, que levava em consideração as notas descartadas. A escola de Nilópolis teve três notas abaixo da máxima, enquanto a agremiação de Ramos recebeu nota máxima de todos os jurados. Mesmo sem vencer, o desfile da Beija-Flor entrou para a história do carnaval. O enredo "Ratos e Urubus Larguem Minha Fantasia", do carnavalesco Joãosinho Trinta, apresentou uma crítica social utilizando o lixo e o luxo como metáforas. Uma escultura do Cristo Redentor, caracterizado de mendigo, foi proibida de desfilar pela Justiça a pedido da Arquidiocese do Rio de Janeiro. A escultura desfilou coberta por um plástico preto com uma faixa com a frase "Mesmo proibido, olhai por nós!". Últimas colocadas, Unidos da Ponte, Tradição, Arranco e Jacarezinho foram rebaixadas para a segunda divisão.
Acadêmicos de Santa Cruz foi a campeã do Grupo 2, sendo promovida à primeira divisão. Vice-campeã, a Lins Imperial conquistou na Justiça sua ascensão ao Grupo 1. Viradouro venceu o Grupo 3, conquistando seu primeiro título no carnaval do Rio. Em seu primeiro desfile, a Grande Rio foi vice-campeã do Grupo 3. União de Rocha Miranda foi a campeã do Grupo 4 homenageando o carnavalesco Arlindo Rodrigues. Foi criada a quinta divisão das escolas de samba, sendo vencida pelos Acadêmicos da Rocinha, que estreou no carnaval com um desfile assinado por Joãosinho Trinta.
Alegria da Capelinha, Escovão da Riachuello, Urubu Cheiroso e Unidos de Realengo venceram os grupos dos blocos de empolgação. Flor da Mina do Andaraí, Boêmio da Vila Aliança, Acadêmicos da Abolição, Garrafal, União da Ilha de Guaratiba, Unidos do Anil, Gaviões de Jacarepaguá, Infantes da Piedade, Tubarão, Unidos da Seletiva e Balanço do Cocotá foram os campeões dos grupos de blocos de enredo.  Gavião do Mar ganhou a disputa de frevos. Decididos de Quintino foi o campeão dos ranchos. As sociedades carnavalescas não desfilaram. No concurso de coretos, venceu o da Praça Paulo da Portela.

## Escolas de samba

### Grupo 1
O desfile do Grupo 1 foi organizado pela Liga Independente das Escolas de Samba do Rio de Janeiro (LIESA) e realizado no Sambódromo da Marquês de Sapucaí a partir das 20 horas e 30 minutos dos dias 5 e 6 de fevereiro de 1989.
Ordem dos desfiles
Seguindo o regulamento do ano, a campeã de 1988, Unidos de Vila Isabel, pôde escolher dia e posição de desfile, enquanto a vice-campeã de 1988, Estação Primeira de Mangueira, teria que desfilar em dia diferente da campeã, mas poderia escolher a posição. A primeira noite de desfiles foi aberta pela campeã do Grupo 2 do ano anterior, Arranco; seguida pela penúltima colocada do Grupo 1 do ano anterior, Unidos do Cabuçu. A segunda noite de desfiles foi aberta pela vice-campeã do Grupo 2 do ano anterior, Unidos do Jacarezinho; seguida pela última colocada do Grupo 1 do ano anterior, Imperatriz Leopoldinense. A posição de desfile das demais escolas foi definida através de sorteio realizado pela LIESA no dia 13 de julho de 1988.
| Domingo (05/02/1989) | Segunda-feira (06/02/1989) |

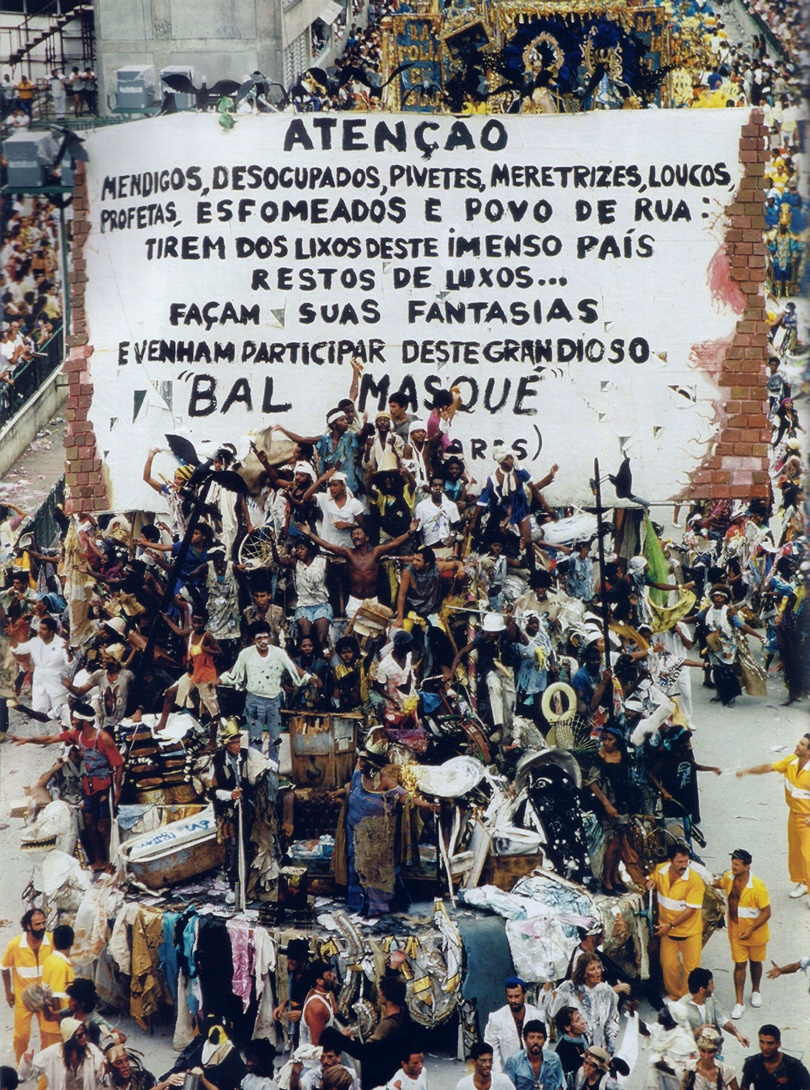
Alegoria do histórico desfile da Beija Flor. A escola terminou com a mesma pontuação da campeã Imperatriz, porém perdeu o campeonato nos quesitos de desempate.

| 1. Arranco 2. Unidos do Cabuçu 3. Unidos da Ponte 4. Mocidade Independente de Padre Miguel 5. Tradição 6. União da Ilha do Governador 7. Caprichosos de Pilares 8. Acadêmicos do Salgueiro 9. Estação Primeira de Mangueira | 1. Unidos do Jacarezinho 2. Imperatriz Leopoldinense 3. Unidos da Tijuca 4. São Clemente 5. Estácio de Sá 6. Unidos de Vila Isabel 7. Portela 8. Beija-Flor 9. Império Serrano |

Quesitos e julgadores
Foram promovidas algumas mudanças no regulamento. A quantidade de julgadores diminuiu de quatro para três. Apenas a menor nota de cada escola, em cada quesito, foi descartada. Sendo que, para efeito de desempate, as notas descartadas seriam consideradas. Diferente dos anos anteriores, em que a maior também era anulada e não havia critérios de desempate. Foram mantidos os dez quesitos de avaliação dos anos anteriores, valendo notas de cinco a dez.
| Quesitos | Quesitos                     | Julgador 1                  | Julgador 2                 | Julgador 3                |
| -------- | ---------------------------- | --------------------------- | -------------------------- | ------------------------- |
|          | Bateria                      | Téo Lima                    | Cláudio Luiz Matheus       | Luiz Carlos Torquato Neto |
|          | Samba-Enredo                 | Hilton Prado                | Eri Galvão                 | João Máximo               |
|          | Harmonia                     | Glaucemira Maximiniana      | Djanira Rosário            | Walter Lopes de Carvalho  |
|          | Evolução                     | Luiz Eduardo Resende        | Joel Rufino dos Santos     | Cláudio Cunha             |
|          | Conjunto                     | Regina Gomes de Oliveira    | Mário Cardoso              | Pedro Ângelo              |
|          | Enredo                       | Rogério Fróes               | Sebastião José de Oliveira | Pedro Arídio              |
|          | Fantasias                    | Paulo Coelho                | Marcelo Silva              | Suely Stambovsky          |
|          | Comissão de Frente           | Orlando Miranda de Carvalho | Aníbal Sa Valle            | Maria Elisa Proença       |
|          | Mestre-Sala e Porta-Bandeira | Beatriz Ribeiro Badejo      | Ilclemar Nunes             | Carlos Wilson             |
|          | Alegorias e Adereços         | Henrique M. de Carvalho     | Ricardo Rizzo              | Lula Vieira               |

#### Classificação
Imperatriz Leopoldinense foi a campeã, conquistando seu terceiro título no carnaval carioca, quebrando o jejum de oito anos sem conquistas. O campeonato anterior da escola foi conquistado em 1981. Segunda escola da segunda noite de apresentações, a Imperatriz realizou um desfile sobre o centenário da Proclamação da República do Brasil, comemorado no mesmo ano. O enredo "Liberdade, Liberdade, Abre as Asas sobre Nós" foi desenvolvido pelo carnavalesco Max Lopes, que conquistou seu segundo título no carnaval do Rio. O samba-enredo composto por Niltinho Tristeza, Preto Jóia, Vicentinho e Jurandir, é constantemente listado entre os melhores da história do carnaval. Com um desfile tecnicamente perfeito, a escola se recuperou da apresentação do ano anterior com a qual obteve o último lugar, sendo salva pelo cancelamento do rebaixamento.
Apesar de empatar em ponto totais com a Imperatriz, a Beija-Flor ficou com o vice-campeonato. Segundo o regulamento, as notas descartadas seriam utilizadas para efeito de desempate. A escola de Nilópolis obteve três notas abaixo da máxima, enquanto a Imperatriz recebeu nota máxima de todos os jurados. Criticado pelos seus carnavais grandiosos e luxuosos, o carnavalesco Joãosinho Trinta decidiu dar uma respostar aos seus críticos com o enredo "Ratos e Urubus Larguem Minha Fantasia". O enredo apresentou uma crítica social utilizando o lixo e o luxo como metáforas. O desfile abordou o luxo que há no lixo e o lixo que há no luxo. Dias antes da apresentação, a Arquidiocese do Rio de Janeiro conseguiu na Justiça a proibição de uma escultura da imagem do Cristo Redentor caracterizado de mendigo, que desfilaria no abre-alas da escola. A escultura desfilou coberta por um plástico preto com uma faixa com a frase "Mesmo proibido, olhai por nós!". O desfile é comumente listado entre os melhores do carnaval carioca.
Terceira colocada, a União da Ilha do Governador realizou um desfile sobre a origem do carnaval. O samba-enredo da escola fez sucesso, especialmente pelo popular refrão "Eu vou tomar um porre de felicidade / Vou sacudir, eu vou zoar toda a cidade". A modelo Enoli Lara desfilou nua, apenas com uma capa de musseline transparente, o que levou a LIESA a proibir a exibição de "genitália desnuda" a partir do ano seguinte. Campeã do ano anterior, a Unidos de Vila Isabel ficou em quarto lugar com uma apresentação sobre os quarenta anos da Declaração Universal dos Direitos Humanos. Acadêmicos do Salgueiro conquistou a última vaga do Desfile das Campeãs. O desfile relembrou os enredos de temática africana apresentados pela escola em anos anteriores e questionou a realidade da abolição da escravatura. Vila e Salgueiro empataram em pontos totais. As posições foram definidas no quesito de desempate, Samba-Enredo. Portela foi a sexta colocada com uma apresentação que questionou a versão oficial sobre o Descobrimento do Brasil. Sétima colocada, a Mocidade Independente de Padre Miguel prestou um tributo à cantora Elis Regina, morta em 1982. Unidos da Tijuca ficou em oitavo lugar com uma apresentação sobre as artes plásticas no Brasil. Com um desfile sobre a combinação arroz com feijão, a Estácio de Sá se classificou em nono lugar. Império Serrano foi o décimo colocado com uma homenagem ao escritor Jorge Amado, que desfilou na última alegoria da escola. Estação Primeira de Mangueira obteve o pior resultado de sua história até então. Décima primeira colocada, a escola homenageou os "reis da noite carioca": os produtores Walter Pinto e Carlos Machado e o empresário Chico Recarey. O enredo "Trinca de Reis" marcou a despedida do carnavalesco Júlio Mattos da escola, após anos de serviços prestados e cinco títulos conquistados. Décima segunda colocada, a Caprichosos de Pilares realizou um desfile com críticas à exportação desenfreada e ao repasse das riquezas brasileiras ao estrangeiro. São Clemente ficou em décimo terceiro lugar apresentando um enredo semelhante ao da Caprichosos, sobre as riquezas exportadas pelo Brasil. Com um desfile em homenagem ao cantor Milton Nascimento, a Unidos do Cabuçu se classificou em décimo quarto lugar. O desfile foi ecologicamente correto, sem utilização de plumas e enfeites de origem animal, conforme pedido do próprio cantor, que desfilou na última alegoria. A escola seria rebaixada para o Grupo 2, mas seu descenso foi cancelado, para que, no ano seguinte, o grupo fosse composto por dezesseis escolas.
Após quatro anos consecutivos no Grupo 1, a Unidos da Ponte foi rebaixada para a segunda divisão. Décima quinta colocada, a escola apresentou o enredo "Vida que Te Quero Viva" dos carnavalescos Cid Camilo e Sancler Boiron. Tradição e Arranco empataram em pontos totais. O desempate ocorreu no quesito Bateria, onde a Tradição teve mais pontos. Em seu segundo desfile no Grupo 1, a Tradição foi rebaixada ao obter o décimo sexto lugar. A escola realizou uma apresentação sobre a cidade do Rio de Janeiro. Recém promovida ao Grupo 1, após vencer o Grupo 2 no ano anterior, o Arranco foi rebaixado de volta para a segunda divisão. Penúltima colocada, a escola apresentou um desfile crítico e irreverente em que papéis históricos eram invertidos, como índios explorando colonizadores e jogadores de futebol negociando dirigentes. O desfile ficou marcado negativamente pela morte da destaque Neuza Monteiro, após cair do alto de uma alegoria na área da dispersão. Também recém promovida ao Grupo 1 após conquistar o vice-campeonato do Grupo 2 do ano anterior, a Unidos do Jacarezinho foi rebaixada de volta para a segunda divisão. Última colocada, a escola realizou um desfile sobre mitologias influenciadas pelos astros.
| Legenda: Desfile das Campeãs Rebaixadas para o Grupo 2 |

| Col. | Escola                                | Enredo                                                                  | Carnavalesco(a)                                          | Pontos | Desempate        |
| ---- | ------------------------------------- | ----------------------------------------------------------------------- | -------------------------------------------------------- | ------ | ---------------- |
| 1    | Imperatriz Leopoldinense              | Liberdade, Liberdade, Abre as Asas sobre Nós                            | Max Lopes                                                | 210    | Samba (30 pts)   |
| 2    | Beija-Flor                            | Ratos e Urubus, Larguem Minha Fantasia                                  | Joãosinho Trinta                                         | 210    | Samba (29 pts)   |
| 3    | União da Ilha do Governador           | Festa Profana                                                           | Ney Ayan                                                 | 209    | -                |
| 4    | Unidos de Vila Isabel                 | Direito É Direito                                                       | Paulo César Cardoso, Ilvamar Magalhães e Orlando Pereira | 207    | Samba (30 pts)   |
| 5    | Acadêmicos do Salgueiro               | Templo Negro em Tempo de Consciência Negra                              | Luiz Fernando Reis e Flávio Tavares                      | 207    | Samba (29 pts)   |
| 6    | Portela                               | Achado Não É Roubado                                                    | Sílvio Cunha                                             | 206    | -                |
| 7    | Mocidade Independente de Padre Miguel | Elis, Um Trem Chamado Emoção                                            | Ely Peron e Rogério Figueredo                            | 203    | -                |
| 8    | Unidos da Tijuca                      | De Portugal à Bienal no País do Carnaval                                | Mário Monteiro                                           | 201    | -                |
| 9    | Estácio de Sá                         | Um, Dois, Feijão com Arroz                                              | Rosa Magalhães                                           | 200    | -                |
| 10   | Império Serrano                       | Jorge Amado, Axé Brasil                                                 | Oswaldo Jardim                                           | 199    | -                |
| 11   | Estação Primeira de Mangueira         | Trinca de Reis                                                          | Júlio Mattos                                             | 197    | -                |
| 12   | Caprichosos de Pilares                | O Que É Bom Todo Mundo Gosta                                            | Renato Lage e Lilian Rabello                             | 194    | -                |
| 13   | São Clemente                          | Made in Brazil, Yes Nós Temos Banana                                    | Roberto Costa e Carlinhos de Andrade                     | 189    | -                |
| 14   | Unidos do Cabuçu                      | Milton Nascimento, Sou do Mundo, Sou de Minas Gerais                    | Beto Sol                                                 | 184    | -                |
| 15   | Unidos da Ponte                       | Vida Que Te Quero Viva                                                  | Cid Camilo e Sancler Boiron                              | 179    | -                |
| 16   | Tradição                              | Rio, Samba, Amor e Tradição                                             | João Rosendo                                             | 172    | Bateria (29 pts) |
| 17   | Arranco                               | Quem Vai Querer?                                                        | Milton Siqueira e Sérgio Faria                           | 172    | Bateria (24 pts) |
| 18   | Unidos do Jacarezinho                 | Mitologia, Astrologia, Horóscopo, Uma Benção para o Carnaval Brasileiro | Lucas Pinto                                              | 169    | -                |

### Grupo 2
O desfile do Grupo 2 foi organizado pela Associação das Escolas de Samba da Cidade do Rio de Janeiro (AESCRJ) e realizado no Sambódromo da Marquês de Sapucaí entre as 21 horas do sábado, dia 4 de fevereiro de 1989, e as 9 horas do dia seguinte.
| Ordem dos desfiles |
| 1. Em Cima da Hora 2. Tupy de Brás de Pina 3. Arrastão de Cascadura 4. Independentes de Cordovil 5. Acadêmicos de Santa Cruz 6. Paraíso do Tuiuti 7. Lins Imperial 8. Acadêmicos do Engenho da Rainha 9. Império da Tijuca 10. Unidos de Lucas |

#### Classificação
Acadêmicos de Santa Cruz foi a campeã, sendo promovida à primeira divisão, de onde estava afastada desde 1985. A escola homenageou o jornalista e escritor Sérgio Porto, mais conhecido por seu pseudônimo Stanislaw Ponte Preta, morto em 1968. A vice-campeã, Lins Imperial, não seria promovida ao Grupo 1, mas entrou com uma ação na Justiça e conquistou o direito de ascender à primeira divisão. Em seu desfile, a escola homenageou os carnavalescos campeões dos quinze últimos carnavais: Joãozinho Trinta, Arlindo Rodrigues, Viriato Ferreira, Rosa Magalhães, Lícia Lacerda, Max Lopes, Edmundo Braga, Paulino Espírito Santo, Fernando Pinto, Júlio Mattos e Milton Siqueira.
| Legenda: Promovidas ao Grupo Especial Rebaixadas para o Grupo 3 |

| Col. | Escola                          | Enredo                                        | Carnavalesco(a)             | Pontos |
| ---- | ------------------------------- | --------------------------------------------- | --------------------------- | ------ |
| 1    | Acadêmicos de Santa Cruz        | Stanislaw, Uma História Sem Final             | José Felix                  | 215    |
| 2    | Lins Imperial                   | Gênios da Ilusão                              | Jerônimo Guimarães          | 209    |
| 3    | Unidos de Lucas                 | Estrelas Solitárias, Linda e Dircinha Batista | Luiz Orlando                | 207    |
| 4    | Acadêmicos do Engenho da Rainha | Canta Brasil                                  | José Carlos Guerreiro       | 109    |
| 5    | Independentes de Cordovil       | Marrom Som Brasil                             | Paulo César Cardoso         | 186    |
| 6    | Paraíso do Tuiuti               | Folclore, Tradição Popular                    | Júlio Mattos                | 186    |
| 7    | Império da Tijuca               | Rio, Samba e Carnaval                         | Darcy Giorno e José Eugênio | 185    |
| 8    | Arrastão de Cascadura           | Zezé, Um Canto de Amor e Raça                 | Joãosinho de Deus           | 185    |
| 9    | Em Cima da Hora                 | Num Passe de Mágica                           | Regina Celi e José Leonídio | 182    |
| 10   | Tupy de Brás de Pina            | Rio Boa Praça                                 | Jairo de Souza              | 170    |

### Grupo 3
O desfile do Grupo 3 foi organizado pela AESCRJ e realizado a partir das 21 horas do domingo, dia 5 de fevereiro de 1989, na Avenida Rio Branco.
| Ordem dos desfiles |
| 1. Unidos de Nilópolis 2. Unidos de Padre Miguel 3. Leão de Nova Iguaçu 4. Unidos do Viradouro 5. Mocidade Unida de Jacarepaguá 6. Acadêmicos do Grande Rio 7. Unidos de Bangu 8. Império do Marangá 9. União de Vaz Lobo 10. União de Jacarepaguá 11. Acadêmicos do Cubango |

#### Classificação
Unidos do Viradouro foi a campeã, conquistando seu primeiro título na cidade do Rio de Janeiro e sendo promovida à segunda divisão. Herdando o lugar do GRES Grande Rio no Grupo 3, a Acadêmicos do Grande Rio foi vice-campeã em seu desfile de estreia no carnaval. Assim como a campeã, a escola também foi promovida ao Grupo 2.
| Legenda: Promovidas ao Grupo 2 Rebaixadas para o Grupo 4 * Sem informação disponível |

| Col. | Escola                           | Enredo                            | Carnavalesco(a)                                       | Pontos |
| ---- | -------------------------------- | --------------------------------- | ----------------------------------------------------- | ------ |
| 1    | Unidos do Viradouro              | Mercadores e Mascates             | Rodney Lucas                                          | 214    |
| 2    | Acadêmicos do Grande Rio         | O Mito Sagrado de Ifé             | Edson Mendes e Ricardo Ayres                          | 210    |
| 3    | Leão de Nova Iguaçu              | Alafim-Yo-Yó                      | Ivan Carneiro                                         | 200    |
| 4    | Acadêmicos do Cubango            | Dançadas                          | Alexandre Louzada                                     | 197    |
| 5    | União de Vaz Lobo                | Raça Brasileira                   | Jorge Bithencourt                                     | 192    |
| 6    | União de Jacarepaguá             | Brasil, Acorda que a Hora É Essa  | Nilson da Cruz Bulhões e Paulo Gonçalves              | 188    |
| 7    | Mocidade Unida da Cidade de Deus | Do Congo à Congada                | Antônio Carbonelli, Gibi, Agnaldo e Wanderley Caramba | 184    |
| 8    | Império do Marangá               | Nação Maracatu                    | *                                                     | 173    |
| 9    | Unidos de Bangu                  | As Águas Vão Rolar                | César de Azevedo e Roberto Costa                      | 172    |
| 10   | Unidos de Padre Miguel           | O Grito e o Eco                   | Valdir Madureira                                      | 165    |
| 11   | Unidos de Nilópolis              | Acima da Coroa de Um Rei, Só Deus | Departamento de Carnaval                              | 165    |

### Grupo 4
O desfile do Grupo 4 foi organizado pela AESCRJ e realizado na Avenida Rio Branco entre as 2 horas e as 7 horas e 30 minutos da terça-feira, dia 7 de fevereiro de 1989.
| Ordem dos desfiles |
| 1. Unidos de Manguinhos 2. Unidos da Vila Santa Tereza 3. Unidos de Cosmos 4. Foliões de Botafogo 5. Unidos do Uraiti 6. Acadêmicos do Cachambi 7. União de Rocha Miranda |

#### Classificação
União de Rocha Miranda foi a campeã, garantindo sua promoção à terceira divisão, de onde estava afastada desde 1986. A escola homenageou o carnavalesco Arlindo Rodrigues, morto em 1987. Unidos da Vila Santa Tereza e Unidos de Manguinhos também foram promovidas ao Grupo 3. Unidos do Uraiti e Foliões de Botafogo foram mantidas no grupo. Últimas colocadas, Unidos de Cosmos e Acadêmicos do Cachambi foram rebaixadas para a quinta divisão.
| Legenda: Promovidas ao Grupo 3 Permanecem no Grupo Rebaixadas para o Grupo 5 * Sem informação disponível |

| Col. | Escola                      | Enredo                                       | Carnavalesco(a)            | Pontos |
| ---- | --------------------------- | -------------------------------------------- | -------------------------- | ------ |
| 1    | União de Rocha Miranda      | Arlindo Rodrigues, Arlequim do Carnaval      | José Eugênio               | 212    |
| 2    | Unidos da Vila Santa Tereza | De Um País Tropical, a Vila Vem de Jorge Ben | Marcio Dorion              | 211    |
| 3    | Unidos do Uraiti            | Da Lua Cheia ao Canto da Sereia              | *                          | 191    |
| 4    | Unidos de Manguinhos        | Canta Brasil                                 | Walmir Antunes             | 188    |
| 5    | Foliões de Botafogo         | Deu a Louca na Mitologia                     | *                          | 184    |
| 6    | Unidos de Cosmos            | Arigatô 80 Anos, Brasil                      | Orlando Fernandes Herbella | 184    |
| 7    | Acadêmicos do Cachambi      | Carnaval É Isto                              | Vyvaldo Antunes            | 166    |

### Desfile de Avaliação
Em 1989, foi criada a quinta divisão do carnaval carioca. O Desfile de Avaliação foi organizado pela AESCRJ e realizado a partir da noite da segunda-feira, dia 6 de fevereiro de 1989, na Estrada Intendente Magalhães.
| Ordem dos desfiles |
| 1. Unidos da Vila Kennedy 2. União de Campo Grande 3. Boêmios de Inhaúma 4. Acadêmicos da Rocinha 5. Mocidade de Vicente de Carvalho 6. Unidos do Campinho 7. Boi da Ilha do Governador 8. Imperial de Morro Agudo 9. Canários das Laranjeiras 10. Difícil É o Nome |

#### Classificação
Acadêmicos da Rocinha foi a campeã em seu ano de estreia no carnaval, garantindo sua promoção ao Grupo 4. A escola realizou um desfile sobre os orixás, assinado pelo carnavalesco Joãosinho Trinta. Unidos do Campinho, Difícil É o Nome e Boêmios de Inhaúma também foram promovida à quarta divisão. As demais escolas foram mantidas no mesmo grupo.
| Legenda: Promovidas ao Grupo 4 * Sem informação disponível |

| Col. | Escola                          | Enredo                                        | Carnavalesco(a)                      | Pontos |
| ---- | ------------------------------- | --------------------------------------------- | ------------------------------------ | ------ |
| 1    | Acadêmicos da Rocinha           | O Divino Esplendor dos Orixás                 | Joãosinho Trinta                     | 119    |
| 2    | Unidos do Campinho              | Carioca da Gema                               | *                                    | 110    |
| 3    | Difícil É o Nome                | Seu Sorriso É a Nossa Alegria - Sílvio Santos | Fernando Alvarez                     | 108    |
| 4    | Boêmios de Inhaúma              | Roberto Dinamite, a Explosão do Gol           | Léa Meira                            | 107    |
| 5    | Canários das Laranjeiras        | Mestre Vitalino                               | Sérgio Kautlmann e Armando Martins   | 103    |
| 6    | Boi da Ilha do Governador       | Esplendor de Sedução                          | Luiz Carlos dos Santos               | 101    |
| 7    | Mocidade de Vicente de Carvalho | Feitiço ou Bruxaria                           | Altamiro Duarte Moreira (AD Moreira) | 98     |
| 8    | Unidos da Vila Kennedy          | Vila que Te Quero Vila                        | Edson Siqueira                       | 91     |
| 9    | União de Campo Grande           | Coisas e Mitos da Bahia                       | *                                    | 90     |

### Desfile das Campeãs
O Desfile das Campeãs foi realizado no Sambódromo da Marquês de Sapucaí, entre as 19 horas e 30 minutos do sábado, dia 11 de fevereiro de 1989, e as 8 horas e 50 minutos do dia seguinte. Na véspera do desfile, a Justiça proibiu que a Beija-Flor levasse o "Cristo mendigo" ao Sambódromo, mas uma decisão, na noite do Desfile das Campeãs, permitiu que a escola desfilasse com a escultura coberta e sem a faixa com a inscrição "Mesmo proibido, olhai por nós". Ainda assim, durante o desfile, componentes da alegoria arrancaram o plástico preto, deixando a escultura do Cristo à mostra. A partir desse ano, passaram a desfilar as cinco escolas mais bem classificadas do Grupo 1.
| Ordem dos desfiles |
| 1. Flor da Mina do Andaraí 2. Acadêmicos de Santa Cruz 3. Acadêmicos do Salgueiro 4. Unidos de Vila Isabel 5. União da Ilha do Governador 6. Beija-Flor 7. Imperatriz Leopoldinense |

## Blocos de empolgação
Os desfiles dos blocos de empolgação foram organizados pela Federação dos Blocos Carnavalescos do Estado do Rio de Janeiro (FBCERJ).

### Grupo A-1
Alegria da Capelinha foi o campeão. Últimos colocados, Eles Que Digam e Independente do Morro do Pinto foram rebaixados para o Grupo A-2.
| Legenda: Campeão Rebaixados para o Grupo A-2 |

| Col. | Bloco                          |
| ---- | ------------------------------ |
| 1    | Alegria da Capelinha           |
| 2    | Balanço da Mangueira           |
| 3    | Sineta do Engenho Novo         |
| 4    | Grilo de Bangu                 |
| 5    | Pena Vermelha de Madureira     |
| 6    | Bacanas da Piedade             |
| 7    | Mocidade da Mallet             |
| 8    | Eles Que Digam                 |
| 9    | Independente do Morro do Pinto |

### Grupo A-2
Escovão da Riachuello foi o campeão, sendo promovido ao Grupo A-1 junto com Tigre de Bonsucesso e Caracol de Copacabana.
| Legenda: Promovidos ao Grupo A-1 |

| Col. | Bloco                           |
| ---- | ------------------------------- |
| 1    | Escovão da Riachuello           |
| 2    | Tigre de Bonsucesso             |
| 3    | Caracol de Copacabana           |
| 4    | Unidos de Oswaldo Cruz          |
| 5    | Magnatas de Engenheiro Pedreira |

### Grupo A-3
O desfile foi realizado a partir das 19 horas do domingo, dia 5 de fevereiro de 1989, na Estrada Henrique de Melo, em Oswaldo Cruz. Urubu Cheiroso foi o campeão. Todos os blocos permaneceram no mesmo grupo.
| Legenda: Campeão |

| Col. | Bloco                       |
| ---- | --------------------------- |
| 1    | Urubu Cheiroso              |
| 2    | Caciquinho de Inhoaíba      |
| 3    | Mocidade da Pavuna          |
| 4    | Beco do Sorriso             |
| 5    | Caprichoso de Bento Ribeiro |
| 6    | Xodó de Oswaldo Cruz        |

### Grupo A-4
Unidos de Realengo foi o campeão. Com a extinção do Grupo A-4 no ano seguinte, todos os blocos foram promovidos ao Grupo A-3.
| Legenda: Promovidos ao Grupo A-3 |

| Col. | Bloco              |
| ---- | ------------------ |
| 1    | Unidos de Realengo |
| 2    | Vai Quem Quer      |
| 3    | Unidos do Mendanha |
| 4    | Trem da Alegria    |
| 5    | Pulo da Onça       |
| 6    | Unidos do Coqueiro |
| 7    | Amendoeira         |
| 8    | Unidos da Vacaria  |
| 9    | Boca Nervosa       |

## Blocos de enredo
Os desfiles dos blocos de enredo foram organizados pela FBCERJ.

### Grupo 1
O desfile foi realizado a partir da noite do sábado, dia 4 de fevereiro de 1989, na Avenida Rio Branco.
Classificação
Flor da Mina do Andaraí foi o campeão desfilando o enredo "Trabalho? ... Só Segunda", sobre um final de semana carioca com praia, pagode, chope e futebol. Acadêmicos do Vidigal e Unidos da Villa Rica não desfilaram, sendo rebaixados para o Grupo 2.
| Legenda: Campeão / Desfile das Campeãs Rebaixados para o Grupo 2 |

| Col. | Bloco                   | Enredo                   |
| ---- | ----------------------- | ------------------------ |
| 1    | Flor da Mina do Andaraí | Trabalho? ... Só Segunda |
| 2    | Unidos de São Cristóvão | *                        |
| 3    | Unidos do Cabral        | A Festa da Xuxa          |
| 4    | Mocidade de Guararapes  | *                        |
| 5    | Sai como Pode           | *                        |
| 6    | Bloco do China          | *                        |
| 7    | Acadêmicos do Vidigal   | *                        |
| 8    | Unidos da Villa Rica    | *                        |

### Grupo 2
O desfile foi realizado a partir das 22 horas do sábado, dia 4 de fevereiro de 1989, no Boulevard 28 de Setembro, em Vila Isabel.
Classificação
Boêmio da Vila Aliança foi o campeão, sendo promovido ao Grupo 1 junto com Cem de Nilópolis, Bafo de Bode e Corações Unidos de Bonsucesso.
| Legenda: Promovidos ao Grupo 1 Rebaixados para o Grupo 3 |

| Col. | Bloco                         |
| ---- | ----------------------------- |
| 1    | Boêmio da Vila Aliança        |
| 2    | Cem de Nilópolis              |
| 3    | Bafo de Bode                  |
| 4    | Corações Unidos de Bonsucesso |
| 5    | Xuxu                          |
| 6    | Coroado de Jacarepaguá        |
| 7    | Corações Unidos da Vila Laíz  |
| 8    | Unidos de São Brás            |
| 9    | Mocidade de São Matheus       |

### Grupo 3
O desfile foi realizado a partir das 22 horas do sábado, dia 4 de fevereiro de 1989, na Rua Dias da Cruz, no Méier.
Classificação
Acadêmicos da Abolição foi o campeão, sendo promovido ao Grupo 2 junto com Mocidade Independente de Inhaúma, Arrastão de São João, Força Jovem do Horto e Namorar Eu Sei.
| Legenda: Promovidos ao Grupo 2 Rebaixados para o Grupo 4 |

| Col. | Bloco                            |
| ---- | -------------------------------- |
| 1    | Acadêmicos da Abolição           |
| 2    | Mocidade Independente de Inhaúma |
| 3    | Arrastão de São João             |
| 4    | Força Jovem do Horto             |
| 5    | Namorar Eu Sei                   |
| 6    | Mataram Meu Gato                 |
| 7    | Passa a Régua de Bangu           |
| 8    | Embaixadores da Paulo Ramos      |
| 9    | Embaixadores do Catete           |
| 10   | Dragão de Nilópolis              |
| 11   | Dragão de Camará                 |
| 12   | Unidos do Jardim Botânico        |

### Grupo 4
O desfile foi realizado a partir das 22 horas do sábado, dia 4 de fevereiro de 1989, na Estrada Intendente Magalhães, em Campinho.
Classificação
Garrafal foi o campeão, sendo promovido ao Grupo 2.
| Legenda: Promovido ao Grupo 2 Promovidos ao Grupo 3 Rebaixados para o Grupo 5 |

| Col. | Bloco                          |
| ---- | ------------------------------ |
| 1    | Garrafal                       |
| 2    | Unidos do Parque da Felicidade |
| 3    | Unidos da Fronteira            |
| 4    | Bafo do Leão                   |
| 5    | Império do Gramacho            |
| 6    | Coração de Éden                |

### Grupo 5
O desfile foi realizado a partir das 22 horas do sábado, dia 4 de fevereiro de 1989, na Estrada Henrique de Melo.
Classificação
União da Ilha de Guaratiba e Unidos do Anil foram os campeões, sendo promovidos ao Grupo 3.
| Legenda: Promovido ao Grupo 3 Promovidos ao Grupo 4 Rebaixados para o Grupo 6 |

| Col. | Bloco                      | Enredo     |
| ---- | -------------------------- | ---------- |
| 1    | União da Ilha de Guaratiba | *          |
| 1    | Unidos do Anil             | *          |
| 2    | Unidos da Curtição         | *          |
| 3    | Aventureiros do Leme       | *          |
| 4    | Solta o Bicho              | *          |
| 5    | Chamego de Turiaçu         | *          |
| 6    | Bloco do Barriga           | Mãe África |
| 7    | Imperial de Lucas          | *          |
| 8    | Nosso Sonho                | *          |
| 9    | Deixa Comigo               | *          |
| 10   | Unidos do Rio Comprido     | *          |

### Grupo 6
O desfile foi realizado a partir das 22 horas do sábado, dia 4 de fevereiro de 1989, na Estrada Nelson Cardoso, em Jacarepaguá.
Classificação
Gaviões de Jacarepaguá foi o campeão, sendo promovido ao Grupo 3.
| Legenda: Promovido ao Grupo 3 Promovidos ao Grupo 5 Rebaixado para o Grupo 8 |

| Col. | Bloco                  |
| ---- | ---------------------- |
| 1    | Gaviões de Jacarepaguá |
| 2    | Surpresa de Realengo   |
| 3    | Rosa de Ouro           |
| 4    | Unidos do Leblon       |
| 5    | Unidos da Laureano     |
| 6    | Azul e Branco          |
| 7    | Mocidade de Camaré     |
| 8    | Unidos do Antares      |
| 9    | Roda Quem Pode         |
| 10   | Paraíso da Alvorada    |
| 11   | Sovaco da Minhoca      |
| 12   | Mimo de Acari          |

### Grupo 7
O desfile foi realizado a partir das 20 horas do domingo, dia 5 de fevereiro de 1989, na Estrada Intendente Magalhães.
Classificação
Infantes da Piedade foi o campeão, sendo promovido ao Grupo 4.
| Legenda: Promovido ao Grupo 4 Promovidos ao Grupo 6 Rebaixados para o Grupo 8 |

| Col. | Bloco                         |
| ---- | ----------------------------- |
| 1    | Infantes da Piedade           |
| 2    | Imperatriz Iguaçuana          |
| 3    | Unidos de Edson Passos        |
| 4    | Mocidade Unida de Vasconcelos |
| 5    | União da Vila                 |
| 6    | Mocidade de Santa Margarida   |
| 7    | Baixada do Sapo               |
| 8    | Pomba Rolou da Boca do Mato   |
| 9    | Amizade da Água Branca        |
| 10   | Flor da Vila Tiradentes       |

### Grupo 8
Tubarão foi o campeão, sendo promovido ao Grupo 5.
| Legenda: Promovido ao Grupo 5 Promovidos ao Grupo 7 Rebaixados para o Grupo 9 |

| Col. | Bloco                          |
| ---- | ------------------------------ |
| 1    | Tubarão                        |
| 2    | Inocentes do Jardim Metrópoles |
| 3    | Estrela de Madureira           |
| 4    | Pavão da Vila Rosário          |
| 5    | Unidos de Urania               |
| 6    | Coroados de Santa Cruz         |
| 7    | Luar de Prata                  |
| 8    | Três Unidos                    |
| 9    | Independente de Jacarepaguá    |
| 10   | União da Vila Realengo         |

### Grupo 9
Unidos da Seletiva foi o campeão, sendo promovido ao Grupo 6.
| Legenda: Promovido ao Grupo 6 Promovidos ao Grupo 8 Rebaixados para o Grupo de Acesso |

| Col. | Bloco                           |
| ---- | ------------------------------- |
| 1    | Unidos da Seletiva              |
| 2    | Suspiro do Bairro da Praça Seca |
| 3    | Unidos do Vilar dos Teles       |
| 4    | Império da Leopoldina           |
| 5    | Acadêmicos de Realengo          |
| 6    | Acadêmicos do Juramento         |
| 7    | Dragão de Irajá                 |
| 8    | Mocidade Unida do Estácio de Sá |
| 9    | Unidos de São Nicolau           |
| 10   | Embalo de Campo Grande          |

### Grupo de Acesso
Balanço do Cocotá foi o campeão, sendo promovido ao Grupo 9 junto com Acadêmicos da Penha.
| Legenda: Promovidos ao Grupo 9 |

| Col. | Bloco                     |
| ---- | ------------------------- |
| 1    | Balanço do Cocotá         |
| 2    | Acadêmicos da Penha       |
| 3    | Império do Aquário        |
| 4    | Embalo da Vila            |
| 5    | Conquista da Vila do João |

## Coretos
Com o tema "Moinho Vermelho", o coreto da Praça Paulo da Portela venceu a disputa. No coreto, foi montado um moinho de oito metros e meio de altura, que girava com auxílio de um motor.

## Frevos carnavalescos
O desfile dos clubes de frevo foi realizado a partir da noite do sábado, dia 4 de fevereiro de 1989, na Avenida Rio Branco. Gavião do Mar foi o campeão com um desfile em homenagem ao comunicador Chacrinha. Lenhadores, de Vila Isabel, foi o vice-campeão com um desfile sobre a história do frevo no bairro. Também participaram do desfile, Batutas da Cidade Maravilhosa, Misto Toureiro, Vassourinhas, Pás Douradas e Bola de Ouro. O resultado foi apurado logo após o término dos desfiles.
Quesitos e julgadores
Os clubes foram avaliados em seis quesitos.
| Quesitos | Quesitos              | Julgadores              |
| -------- | --------------------- | ----------------------- |
|          | Enredo                | José Gomes Moreira      |
|          | Fantasias             | Sandra Regrina da Motta |
|          | Evolução              | Maria Dolores Fraga     |
|          | Conjunto de Passistas | Dorothiz Oliveira       |
|          | Porta-Estandarte      | Ana Maria de França     |
|          | Orquestra e Melodia   | Jorge Luiz de Souza     |

## Ranchos carnavalescos
O rancho Decididos de Quintino foi campeão.

## Sociedades carnavalescas
As agremiações não desfilaram.